# Delap-Uliga-Darrit
DUD
Pour les articles homonymes, voir DUD.

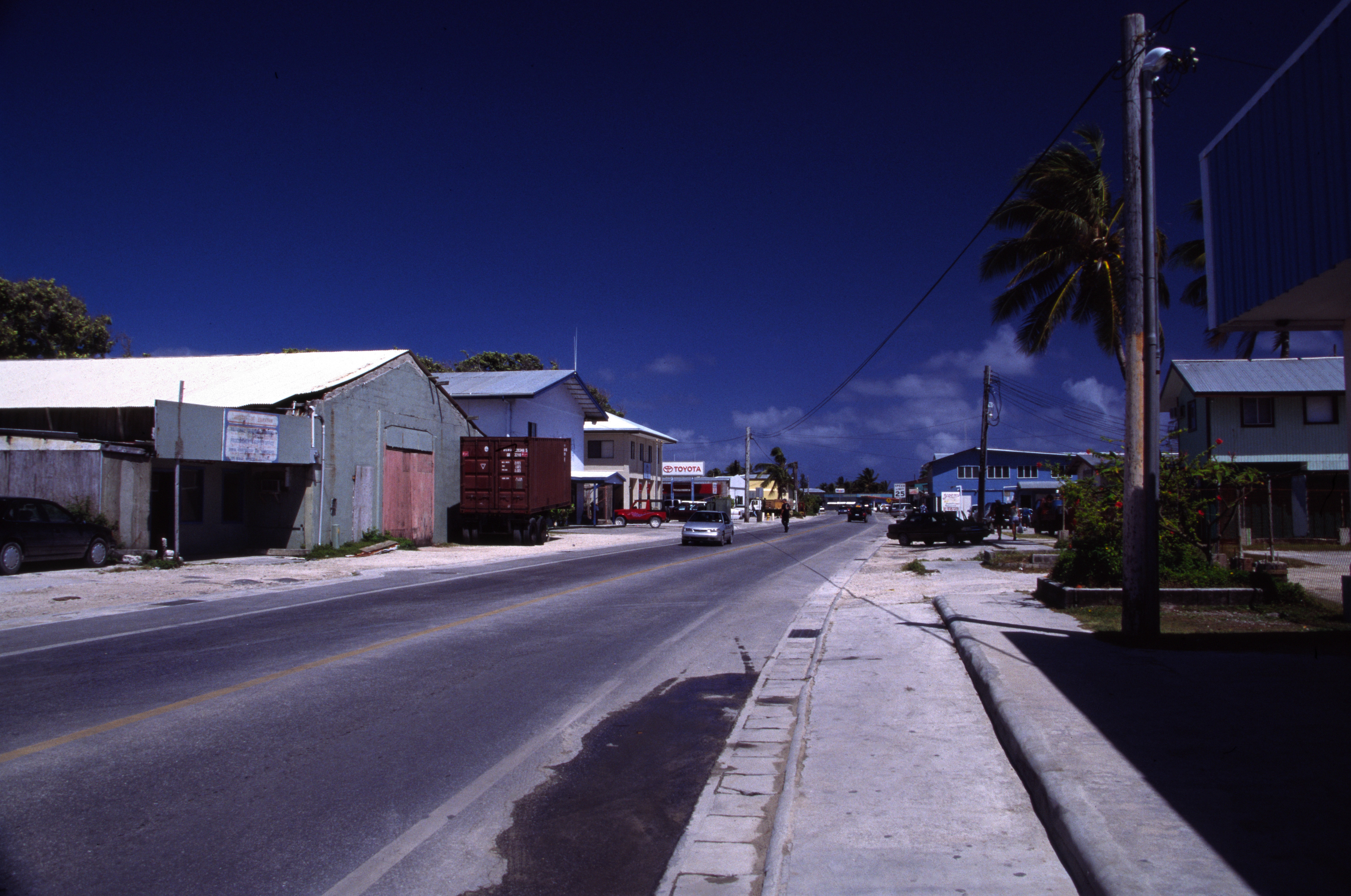
Le centre-ville

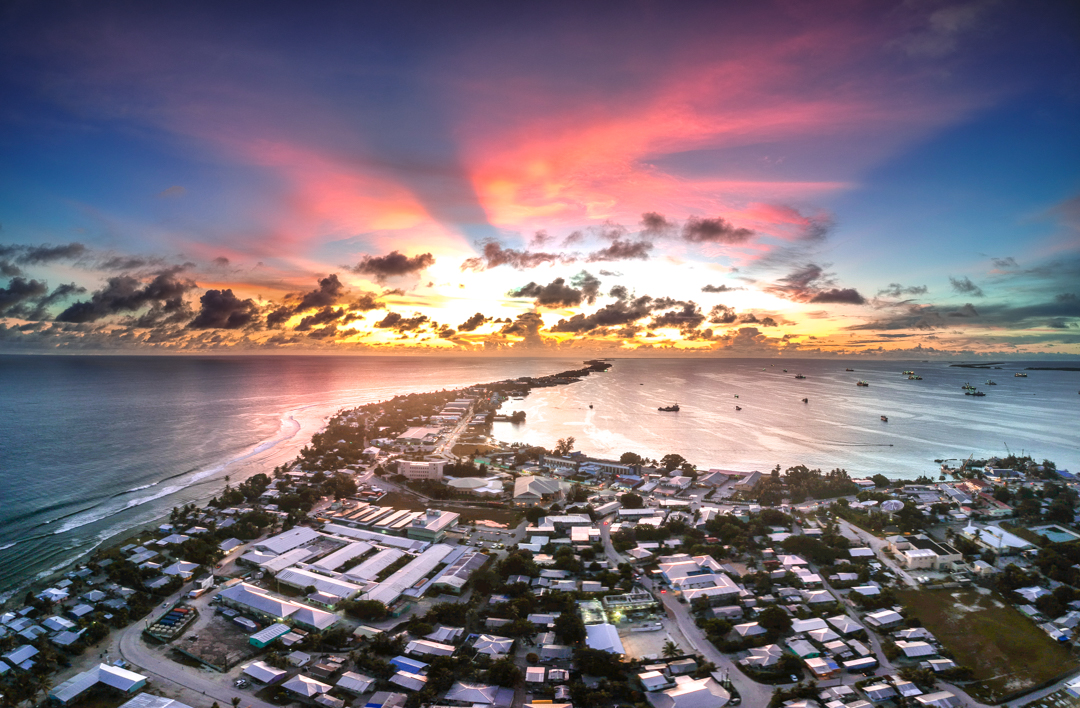
Coucher de soleil depuis Delap-Uliga-Darrit vers Laura.

Delap-Uliga-Darrit, souvent appelée DUD ou, sommairement Majuro, du nom de l'atoll sur lequel la ville est située, est la capitale de la république des îles Marshall. Elle est constituée de trois motus (îlets d'un atoll), reliés entre eux par des digues carrossables (d'où son triple nom). Pour être plus précis, Delap-Uliga-Darrit fait référence à la zone, combinée à des fins statistiques, des trois îles Delap , Uliga et Darrit (ainsi que quelques îles plus petites) situées à l'est de l' atoll de Majuro dans la république insulaire des Îles Marshall du Pacifique. La ville était peuplée de 20 301 habitants en 2012, et l'atoll de Majuro sur lequel elle est située compterait, actuellement, plus de 30 000 habitants dans son ensemble.
Les Marshallais l'appellent par ses initiales, DUD.
En tant que capitale du pays, la ville accueille les principales institutions telles que le Capitole, le Parlement des Îles Marshall, la banque nationale, etc.

## Histoire

### Période de domination japonaise (1920-1944)
Sous la domination des Japonais dans les îles Marshall (1920-1944), on peut pour la première fois parler de la formation d'une ville sur l'atoll de Majuro. Auparavant, le centre culturel des îles Marshall était situé sur l'atoll Jaluit. Une commune de 10 000 habitants, en partie des soldats japonais, se développe. L'atoll Majuro devient ainsi le nouveau centre économique et culturel de l'archipel.

### Seconde Guerre mondiale
Durant la seconde guerre mondiale, Delap-Uliga-Darrit a beaucoup souffert. La ville a maintes fois été disputée entre Américains et Japonais. Elle a même été coupée en deux pendant plusieurs semaines et a été le siège d'un véritable conflit de rues. Les positions japonaises seront finalement bombardées et les Américains prendront définitivement possession de la ville le 30 janvier 1944. Elle comptait alors 15 000 habitants et se dépeuplera de moitié, les Japonais constituant plus de 60 % de sa population.

### Indépendance des Îles Marshall
En 1986, lors de l'indépendance des îles Marshall, la ville est néanmoins choisie comme capitale de l'archipel. L'explosion démographique incontrôlée des années 1970-1990 la repeuple fortement.

### Modernisation et population actuelle
Aujourd'hui, Delap-Uliga-Darrit est une ville qui se modernise rapidement malgré sa faible population. Quelques hôtels de luxe ont même ouvert car l'atoll de Majuro, surpeuplé, n'a plus les moyens de tirer son économie de l'agriculture, contrairement aux autres atolls du pays. Aujourd'hui, Delap-Uliga-Darrit compte plus de 20 000 habitants.

## Géographie
Delap-Uliga-Darrit fait référence à la zone, combinée à des fins statistiques, des trois îles Delap , Uliga et Darrit (ainsi que quelques îles plus petites) situées à l'est de l' atoll de Majuro

### Delap
Delap ou Dalap est à la fois une île et un village situé dans les Îles Marshall, au sud-est de l'atoll de Majuro. Avec Uliga (en) et Darrit, il constitue une communauté qui constitue la capitale du pays. L'île mesure 2,1 km de long sur 0,58 km de large, pour une superficie de 64,8 ha.
En 1998, Delap comptait 6339 habitants.
L'île est traversée par la route reliant Uliga (au nord) à Laura (à l'ouest, sur l'atoll de Majuro). On y trouve le Capitole des Îles Marshall, une école primaire, des usines de coprah et d'huile de noix de coco, un centre commercial, l'Office des ressources maritimes, un quai, l'hôpital de Majuro, un théâtre, l'Office des télécommunications, le siège de Air Marshall Islands, ainsi que d'autres institutions publiques.
Cette île pourrait être particulièrement affectée par les effets du changement climatique.

### Uliga
Uliga est également à la fois un village et une île situés dans les Îles Marshall, à l'est de l'atoll de Majuro. L'île mesure 2,2 km de long sur jusqu'à 0,28 km de large, pour une superficie de 29,3 ha.
En 1998, Uliga comptait 2144 habitants.
L'île est traversée par la route principale de l'atoll qui va de Djarrit (au nord) à Laura (au sud), en passant par Delap. On y trouve le Collège des Îles Marshall, un quai, un musée et une bibliothèque publique. Cette île dispose également d'une base nautique.

### Darrit
Djarrit ou Darrit, Rita est aussi un village- île, au nord-est de l'atoll de Majuro. constitutif de la capitale du pays. L'île mesure 1,4 km de long et jusqu'à 0,35 km de large, pour une superficie de 38,9 ha.
En 1998, Djarrit comptait 7103 habitants, ce qui en fait le village le plus peuplé des Îles Marshall.
La route reliant l'atoll de Majuro à Laura commence à Djarrit qui est principalement un quartier résidentiel. On y trouve l'École supérieure des Îles Marshall et l'École primaire de Rita.
Le nom de Rita a été attribué par les GI américains à la grande Base navale de Majuro en l'honneur de l'actrice Rita Hayworth.

## Éducation

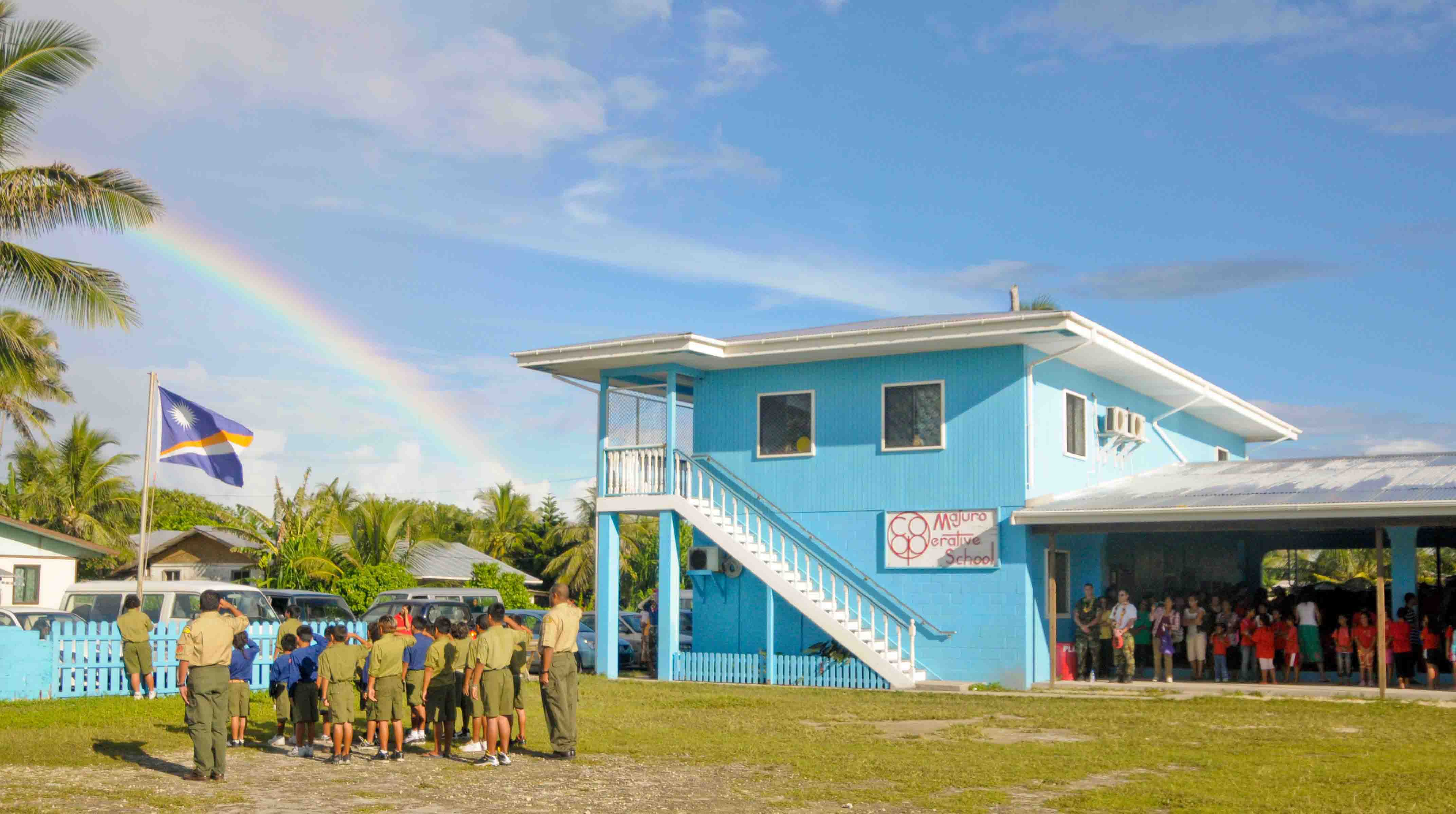
Étudiants de l'école coopérative soulevant le drapeau national lors d'une cérémonie au cours d'un projet de service communautaire en 2009.

La ville dispose de nombreuses écoles. On y trouve notamment les écoles primaires Uliga et du Septième Jour.
Delap-Uliga-Darrit abrite également le Collège des Îles Marshall, l'école secondaire de l'Assomption, le Lycée des Îles Marshall, Marshall Islands High School (une école adventiste) et un campus de l'université du Pacifique Sud.

## Santé
La ville dispose de l'hôpital Majuro qui compte 81 lits.

## Tourisme
La ville compte de nombreuses infrastructures hôtelières. Delap-Uliga-Darrit compte plusieurs musées (dont le plus célèbre est le Alele Museum). On peut aussi y faire de la plongée sous-marine. La cathédrale fait partie des monuments notables de la ville.